# White County (Illinois)
Das White County ist ein County im US-amerikanischen Bundesstaat Illinois. Im Jahr 2010 hatte das County 14.665 Einwohner und eine Bevölkerungsdichte von 11,4 Einwohnern pro Quadratkilometer. Der Verwaltungssitz (County Seat) ist Carmi.

## Geografie
Das County liegt im Südosten von Illinois am westlichen Ufer des Wabash River, der die Grenze zu Indiana bildet. Es hat eine Fläche von 1299 Quadratkilometern, wovon 18 Quadratkilometer Wasserfläche sind. An das White County grenzen folgende Nachbarcountys:
| Wayne County    | Edwards County  | Wabash County Gibson County (Indiana) |
| Hamilton County |                 | Posey County (Indiana)                |
| Saline County   | Gallatin County |                                       |

## Geschichte
Das White County wurde am 9. Dezember 1815 aus Teilen des Gallatin County gebildet. Benannt wurde es nach Leonard White.
Die ersten weißen Siedler kamen zwischen 1807 und 1809 in das Gebiet des späteren County und siedelten in der Nähe des Little Wabash River. Diese ersten Siedler kamen aus North- und South Carolina, Kentucky und Tennessee.
1814 wurde die Ansiedlung Carmi gegründet. 1925 wurde das County nahezu total durch einen Tornado zerstört, der bisher die meisten Todesopfer in der Geschichte der USA forderte.

### Territoriale Entwicklung

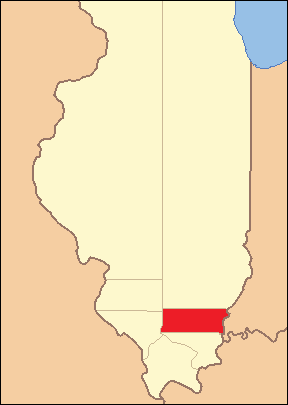
Das White County von seiner Gründung im Jahr 1815 bis 1818
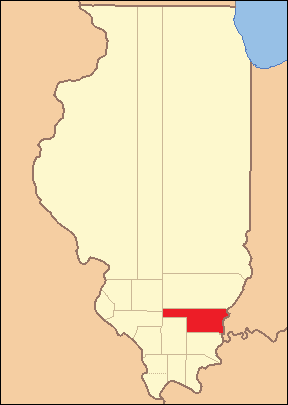
1818 bis 1819
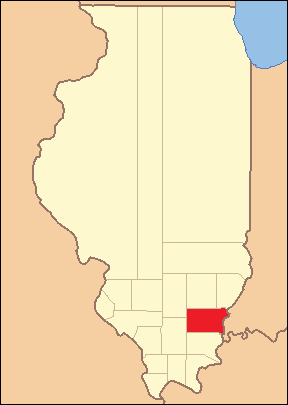
1819 bis 1821
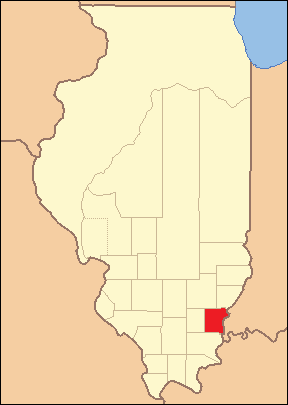
1821 bis heute

## Demografische Daten
Nach der Volkszählung im Jahr 2010 lebten im White County 14.665 Menschen in 6464 Haushalten. Die Bevölkerungsdichte betrug 11,4 Einwohner pro Quadratkilometer. In den 6464 Haushalten lebten statistisch je 2,23 Personen.
Ethnisch betrachtet setzte sich die Bevölkerung zusammen aus 98,0 Prozent Weißen, 0,6 Prozent Afroamerikanern, 0,3 Prozent amerikanischen Ureinwohnern, 0,2 Prozent Asiaten sowie aus anderen ethnischen Gruppen; 0,8 Prozent stammten von zwei oder mehr Ethnien ab. Unabhängig von der ethnischen Zugehörigkeit waren 1,3 Prozent der Bevölkerung spanischer oder lateinamerikanischer Abstammung.
21,1 Prozent der Bevölkerung waren unter 18 Jahre alt, 57,9 Prozent waren zwischen 18 und 64 und 21,0 Prozent waren 65 Jahre oder älter. 51,6 Prozent der Bevölkerung war weiblich.

Das jährliche Durchschnittseinkommen eines Haushalts lag bei 39.728 USD. Das Pro-Kopf-Einkommen betrug 22.081 USD. 14,8 Prozent der Einwohner lebten unterhalb der Armutsgrenze.

## Ortschaften im White County
Citys
- Carmi
- Grayville1

Villages
| - Burnt Prairie - Crossville - Enfield - Maunie | - Mill Shoals2 - Norris City - Phillipstown - Springerton |

Unincorporated Communities
| - Brownsville - Bungay - Calvin | - Centerville - Emma - Epworth | - Gossett - Herald - Rising Sun |

1 – teilweise im Edwards County

2 – teilweise im Wayne County

## Gliederung
Das White County ist in zehn Townships eingeteilt:
| Township                 | Einwohner (2010) | FIPS     |
| ------------------------ | ---------------- | -------- |
| Burnt Prairie Township   | 345              | 17-09902 |
| Carmi Township           | 6770             | 17-11306 |
| Emma Township            | 387              | 17-24088 |
| Enfield Township         | 905              | 17-24192 |
| Gray Township            | 1141             | 17-31069 |
| Hawthorne Township       | 275              | 17-33591 |
| Heralds Prairie Township | 594              | 17-34228 |
| Indian Creek Township    | 2322             | 17-37231 |
| Mill Shoals Township     | 668              | 17-49360 |
| Phillips Township        | 1258             | 17-59507 |